# Smått å Gott
Smått å Gott är en sångbok av Olle Widestrand, utgiven av Stegelands förlag 1977. Den är framförallt avsedd för förskolorna och skolorna i Sverige. Samma år utkom även ett skivalbum med 26 av sångerna.
Den innehåller 94 sånger. Av dem finns välkända sånger för advent, jul och Lucia, visor ur berättelserna av Astrid Lindgren, som Du käre lille snickerbo och Lille katt, samt nyskrivna sånger av Olle Widestrand själv. Även några sånger på engelska finns.
Flera av sångerna har pedagogiskt innehåll som räkning, klockan, färger, djur, sinnen, geografi. Andra är skrivna utifrån uppfattningen att alla människor har lika värde. Även några kristna sånger som inte är julsånger förekommer mot slutet.
Bland sångerna i boken finns bland annat Det är advent. Ändå råder en vanlig uppfattning att musiken skrevs senare, nämligen 1981.

## Sånger
1. Hej
2. Det var en gång
3. Nils-Petter
4. Mooje Moccasin
5. Thiang-gang-go
6. En kulen natt
7. Du käre lille snickerbo
8. Oppochnervisan
9. Lille katt
10. Nu är våren kommen
11. Här kommer Pippi Långstrump
12. Trollet Trasselsudd
13. Karl den tolfte
14. Moster Ingeborg
15. Den tappre generalen
16. I den stora skogen
17. Skrammelbil
18. Sköna färger
19. Jag leker att...
20. Min otroliga flygtur
21. När vi städade på våran vind
22. Rabbel-ramsa
23. Hör du du...
24. Nu ska du få höra
25. Har du sett hur min katt ser ut
26. Tocken häst
27. Skojiga valpen
28. Min märr
29. Åtta, sex, fyra, två
30. Pigge igelkott
31. Vårens första fluga
32. Sving, sving, sving lilla bi omkring
33. För vi är små katter vi
34. En elefant promenerade
35. Djurparaden
36. Kalle Anka
37. Apvisa
38. Snippe, snippe, snappe
39. Ville Valross
40. Jonte Myra
41. Go' morron!
42. Tiden går...
43. Titta ut (Årstiderna)
44. Månaderna
45. Veckodagarna
46. Solskensvisa
47. När Solen går upp
48. Jättesköna sol
49. Skuggan
50. Månen
51. Vattenvisan
52. Snö och is
53. Astronautvisa
54. Det brinner, det brinner
55. Jag är inte rädd för vatten jag
56. En liten tumme fryser
57. Mina fem sinnen
58. Lyssna!
59. Om jag fick bestämma
60. Det finns så många människor
61. Många barn är bruna (Noen barn er brune)
62. Olika blues
63. Säj mej något vi kan göra
64. Nu kommer maten!
65. Sov-stunden
66. Släpp en kompis in i gänget
67. Vill du göra någon glad i dag?
68. Tända ljus
69. Det var bra
70. Musikantvisa
71. Världens bästa orkester
72. Födelsedags-visa
73. När jag blir stor...
74. Fingerfamiljen
75. Räkning för troll
76. Slut för i dag!
77. Vår miljö
78. Trafiktrollen
79. Hickory-Dickory-Dock
80. Smoky Choky or What Can a Train Say?
81. Pancake Song
82. I Like to...
83. Lusse Lelle
84. Goder afton
85. Luciasången (Ute är mörkt och kallt)
86. Luciavisa
87. Det är advent
88. Ett barn är fött
89. Nu tändas tusen juleljus
90. Vi sätter oss i ringen
91. Snödropp kommer först
92. Gud har skapat allting
93. Lyssna, kom och lyssna
94. Så tyst, så tyst i jorden

### Fotnoter
1. ↑  ”Smått å gott”. Svensk mediedatabas. 26 februari 1977. http://smdb.kb.se/catalog/id/001554366. Läst 15 oktober 2014.